# Chicago Condors 1998-1999
La stagione 1998-99 delle Chicago Condors fu la 1ª nella ABL per la franchigia.
Le Chicago Condors erano al terzo posto nella Eastern Conference con un record di 4-8 al momento del fallimento della lega.

## Roster
| N° | Naz.                   | Ruolo | Sportivo         | Anno | Alt. | Peso |
| -- | ---------------------- | ----- | ---------------- | ---- | ---- | ---- |
|    | Stati Uniti (bandiera) | G     | Laura Baker      | 1968 | 170  | 64   |
|    | Stati Uniti (bandiera) | G     | Ashely Berggren  | 1976 | 178  | 77   |
|    | Stati Uniti (bandiera) | GA    | Cathy Boswell    | 1962 | 183  | 76   |
|    | Stati Uniti (bandiera) | A     | Adrienne Goodson | 1966 | 183  | 75   |
|    | Stati Uniti (bandiera) | AC    | Yolanda Griffith | 1970 | 191  | 85   |
|    | Stati Uniti (bandiera) | G     | E.C. Hill        | 1971 | 170  | 78   |
|    | Stati Uniti (bandiera) | C     | Anita Kaplan     | 1973 | 196  | 82   |
|    | Stati Uniti (bandiera) | G     | Joanne McCarthy  | 1974 | 170  | 59   |
|    | Stati Uniti (bandiera) | C     | Tausha Mills     | 1976 | 191  | 105  |
|    | Stati Uniti (bandiera) | A     | Chontel Reynolds | 1972 | 188  | 82   |
|    | Stati Uniti (bandiera) | A     | Kristy Ryan      | 1972 | 180  | 68   |
|    | Stati Uniti (bandiera) | G     | Deanna Tate      | 1966 | 173  | 68   |
|    | Stati Uniti (bandiera) | G     | Dana Wilkerson   | 1969 | 165  | 55   |

## Staff tecnico
Allenatore: Jim Cleamons